# Exposição Internacional de Artes Decorativas e Industriais Modernas
A Exposição internacional de artes decorativas e industriais modernas (em francês:  Exposition internationale des arts décoratifs et industriels modernes) foi uma exposição mundial que decorreu em Paris entre Abril e Outubro de 1925. A criação artística durante os Années folles em França foi marcada por este evento, que reuniu muitas das ideias e conceitos da vanguarda internacional nos campos da arquitectura e artes aplicadas. O termo Art Deco surgiu pela abreviação das palavras Arts Décoratifs do título desta exposição, embora apenas no final da década de 1960. A exposição teve lugar entre a Esplanade des Invalides e as entradas do Grand Palais e Petit Palais.
Esta exposição sintetizou o que décadas mais tarde seria designado por Art Deco, um estilo moderno caracterizado por um classicismo depurado, composições geométricas, simetria, e uma estética industrial suave. O cartaz da exposição, da autoria de Robert Bonfils, mimetizando a aparência duma gravura em madeira, mostrava uma ninfa atlética e moderna e uma gazela em corrida. A fonte de cristal de René Lalique foi uma das mais comentadas obras expostas. Outros motivos notórios incluem animais estilizados, focos de luz e motivos exóticos. Alguns destes motivos e a estética geral derivaram do cubismo decorativo Francês, da Bauhaus Alemã, do Futurismo Italiano e do Construtivismo Russo.
O corpo central da exposição reunia bens para o mercado de luxo, um sinal que, após a devastação da I Guerra Mundial, Paris era ainda o pólo das artes e do design. Ao mesmo tempo, outros exemplos como o pavilhão Esprit Nouveau e o Pavilhão Soviético foram notados pelo minimalismo decorativo moderno e renúncia à ornamentação supérflua. A arquitectura moderna de Le Corbusier e Konstantin Melnikov foi fonte tanto de críticas como de louvores pela sua falta de ornamento. As críticas referiam-se sobretudo à nudez destas estruturas, quando comparadas com o excesso de outros pavilhões, como o pavilhão da autoria de Émile-Jacques Ruhlmann. Estes trabalhos modernistas são hoje tomados como parte dos seus movimentos artísticos próprios e o termo Art Deco é usado para outros trabalhos presentes na exposição.
O pavilhão Esprit Nouveau de Corbusier por outras razões para além da aparência minimalista, como o vasto projecto teórico de que o pavilhão era apenas uma respresentação. L'Esprit Nouveau era o nome de um jornal Parisiense no qual Corbusier publicou em primeira mão excertos do seu livro Vers une architecture Foi no pavilhão que exibiu o Plano Voisin para Paris, designado assim em homenagem ao pioneiro da aviação Gabriel Voisin, e onde são propostos uma série de edifícios idênticos  com 200 metros de altura que substituiriam uma grande parte central de Paris. Embora nunca tenha sido construído, o pavilhão era, e representava, um apartamento modular dentro do projecto mais amplo.
Exemplos notáveis do construtivismo Russo foram o grémio de operários desnehado por Alexander Rodchenko  e o pavilhão soviético desenhado por Melkinov. Vadim Meller recebeu uma medalha de ouro pelo seu trabalho de cenografia, tendo também os trabalhos dos outros estudantes da Vkhutemas obtido inúmeros prémios. and Melnikov's pavilion won the Grand Prix.
Devido a tensões inerentes à I Guerra Mundial, a Alemanha não foi convidada. Contudo, a Áustria contribuiu com a exposição Cidade no Espaço de Frederick Kiesler, e o artista polaco Tadeusz Gronowski obteve o Grand Prix na categoria de artes gráficas. O arquitecto Dinamarquês Arne Jacobsen, ainda estudante, obteve uma medalha de prata pelo seu projecto para uma cadeira.